# Целебесская свинья
Целебесская свинья (Sus celebensis) — вид млекопитающих из семейства свиней (Suidae), обитающий на острове Сулавеси в Индонезии. Встречается в большинстве биотопов острова и может жить на высоте до 2500 м. Была одомашнена и завезена на ряд других островов Индонезии.
Целебесская свинья изображена на одном из самых древних петроглифов.

## Описание
Целебесская свинья — свинья среднего размера, довольно разнообразная по размеру и внешнему виду. Хотя был признан ряд подвидов, в настоящее время он считается монотипным таксоном. Это единственный вид свиней, который был одомашнен помимо кабана; полуодомашнение могло повлиять на изменчивость его внешнего вида. У этой свиньи длина головы и тела от 80 до 130 см и длинный хвост, причем самцы обычно крупнее самок. Спина округлая, ноги короткие. Окраска серовато-черная, иногда с красным или желтым оттенком на боках. Есть три пары бородавок и бахрома бледных щетинок на морде и еще больше щетинок на щеках. Макушка и затылок увенчаны коротким гребнем из темных щетинок, в то время как темная полоса на спине проходит от гребня к хвосту с пучком волос. У молодых свиней есть продольные полосы, которые исчезают по мере роста поросят.

## Распространение и среда обитания
Целебесская свинья встречается на Сулавеси, в изобилии в центральной, восточной и юго-восточной частях острова, но редко в северо-восточной и южной частях. Она также встречается в природе на близлежащих небольших островах Бутунг, Муна, Кабаэна, Пеленг, Лембех и Тогиан. Кроме того, она была одомашнен и завезена на другие острова, скрещивалась с кабаном, а в некоторых местах одичала, дав начало ряду различных популяций свиней. Населяет различные типы среды обитания, включая тропические леса, болота, возделываемые земли и луга, на высоте до 2500 м.

## Экология
Эти свиньи живут небольшими группами до девяти особей, возглавляемых доминирующим самцом, включая нескольких самок и их потомство. Ищут пищу обычно рано утром и вечером; диета состоит в основном из корней, побегов, листьев и опавших плодов, но также включает падаль, беспозвоночных и мелких позвоночных. Размножаются круглый год. Период беременности, вероятно, составляет от четырех до пяти месяцев, а размер помета может достигать восьми поросят, но в одном исследовании указывается в среднем двух. Самый опасный природный враг — сетчатый питон.

## Статус сохранения
Главные угрозы, с которыми сталкивается эта свинья, — рост численности населения, вырубка лесов с преобразованием земли под сельскохозяйственные угодья и охота ради мяса. Даже в таких областях, как национальные парки, где вид находится под защитой, все еще ведется охота, а мясо продается на местных рынках. Чрезмерная охота и потеря среды обитания заставляют Международный союз охраны природы оценить статус вида как «близкий к уязвимому положению».